# Кромфорд (Ратинген)
Текстильная фабрика «Кромфорд» (нем. Textilfabrik Cromford) — бывшая текстильная фабрика в рейнском городе Ратинген (земля Северный Рейн-Вестфалия), основанная в 1783 году Иоганном Готфридом Брюгельманом; в здании первой фабрики в материковой части Европы сегодня находится филиал индустриального музея «LVR-Industriemuseum»; является памятником архитектуры.